# 岡田茉莉子
岡田 茉莉子（おかだ まりこ、1933年1月11日 - ）は、日本の女優・映画プロデューサー。本名：吉田 鞠子（旧姓・田中）。父は戦前の無声映画で活躍した二枚目俳優・岡田時彦。母は宝塚歌劇団卒業生で男役を務めた田鶴園子。夫は映画監督の吉田喜重。

## 来歴

### 転々とした子供時代
1933年、東京市渋谷区代々木に生まれたが、生後間もなく京都に移住。翌1934年、父が結核で死去し、以後母は女手一つで茉莉子を育てることとなる。東京市大森区北千束に住む母の妹で、宝塚スターだった御幸市子のもとで暮らし、青葉幼稚園・赤松小学校に通う。少女時代は病弱なこともあって内向的な性格であった。
1938年、母の田鶴はダンス教師の資格をとり、上海で教えることになった。また、1940年に御幸が東宝映画計画部でプロデューサーをしていた山本紫朗と結婚したため、大阪市宗右衛門町の母の実家（藍問屋であった）に転居。1942年、祖父が死去し、母のいる上海へ渡った。租界の北四川路のアパートに暮らしたが、外国生活になじめなかった。このため1944年、単身帰国して品川区旗の台の御幸の嫁ぎ先に身を寄せ、旗台小学校に通った。小学校6年生の時に静岡市に集団疎開。
1945年、香蘭高等女学校に入学（受験のため叔母宅に戻った3月10日夜に東京大空襲に遭っている）。叔父の新潟転勤に従い、新潟市西堀前に転居。新潟市立高等女学校（学制改革後は新潟市立沼垂高等学校。現在の新潟市立万代高等学校）に転校した。新潟市も空襲にさらされ、命令に従い近所の人々と近郊の赤塚村に疎開。移転の2日後、8月15日の玉音放送を聞いた。
高校時代には演劇部に参加。新潟で女学生時代（現在の高校2年生にあたる）の秋、演劇部の友人と映画館でサイレント映画『瀧の白糸』（1933年版）を観て、帰宅後にその映画の話をすると母が泣き出したという。その時初めて、同作の主演俳優である岡田時彦が自分の父であることを知らされる。翌日、今度は自分の父を見るために一人で映画館へ脚を運んだ。高校卒業後、上京して叔母夫婦宅に同居。

### 1951年に女優デビュー
1951年、叔父の山本のすすめもあり、東宝ニューフェイスの第3期として、小泉博らと共に東宝演技研究所に入所した。入所して20日後、成瀬巳喜男の監督映画『舞姫』の準主役に抜擢されて銀幕デビュー。
父親譲りのコケティッシュな美貌と艶のある演技力で瞬く間に頭角を現し、東宝映画の主演スターとなる。以後10年間ほどは月1本のペースで様々な映画に出演し、その中には原節子や高峰三枝子といった、伝説的女優たちとの共演作もある。
1957年3月にフリーとなり、同年9月に松竹と専属契約する。女性映画を得意とする松竹では数々のメロドラマに主演し、先に東宝から松竹に移籍していた有馬稲子と共に松竹の二枚看板として大活躍した。
1960年には父の盟友であった小津安二郎の監督映画『秋日和』に出演。以降1960年代は、小津や木下恵介など当時の日本を代表する名監督たちの作品に複数出演する。
1962年、「岡田茉莉子・映画出演100本記念作品」として自らプロデュースした主演映画『秋津温泉』がヒットし、多くの映画賞も獲得した。会社の意向で助監督に戻されていた吉田喜重を監督に起用した作品であった。『秋津温泉』の成功を機に女優引退も決意していたが、吉田に諫められて翻意（後述）。

### 結婚後
1963年11月6日、吉田喜重との婚約を発表。1964年（昭和39年）6月21日、旧西ドイツのバイエルン州で吉田喜重と海外挙式した。仲人役は映画監督の木下惠介と女優の田中絹代。
1965年、松竹とは2本の本数契約とし、事実上のフリーとなった。1966年、吉田と独立プロ「現代映画社」を創立し、映画『女のみづうみ』を発表した。同年10月、東宝演芸部と年間4本の専属契約を結んで以後は、商業演劇を中心に活躍する。吉田監督作品では、11作品でヒロインを務めた。また1973年の映画『戒厳令』では女優としてではなくプロデューサーとして、吉田作品を支えている。40代に入ってからも『人間の証明』（1977年）、『制覇』（1982年）、『序の舞』（1984年）、『マルサの女』（1987年）、『鏡の女たち』（2003年）などで主演や重要な役どころを演じた。
テレビでは、2時間ドラマ『温泉若おかみの殺人推理』シリーズ（土曜ワイド劇場・テレビ朝日系列）に1996年から2019年までの23年間に渡り、大女将役を演じた。
2009年、自伝『女優 岡田茉莉子』を上梓。

## ギャラリー

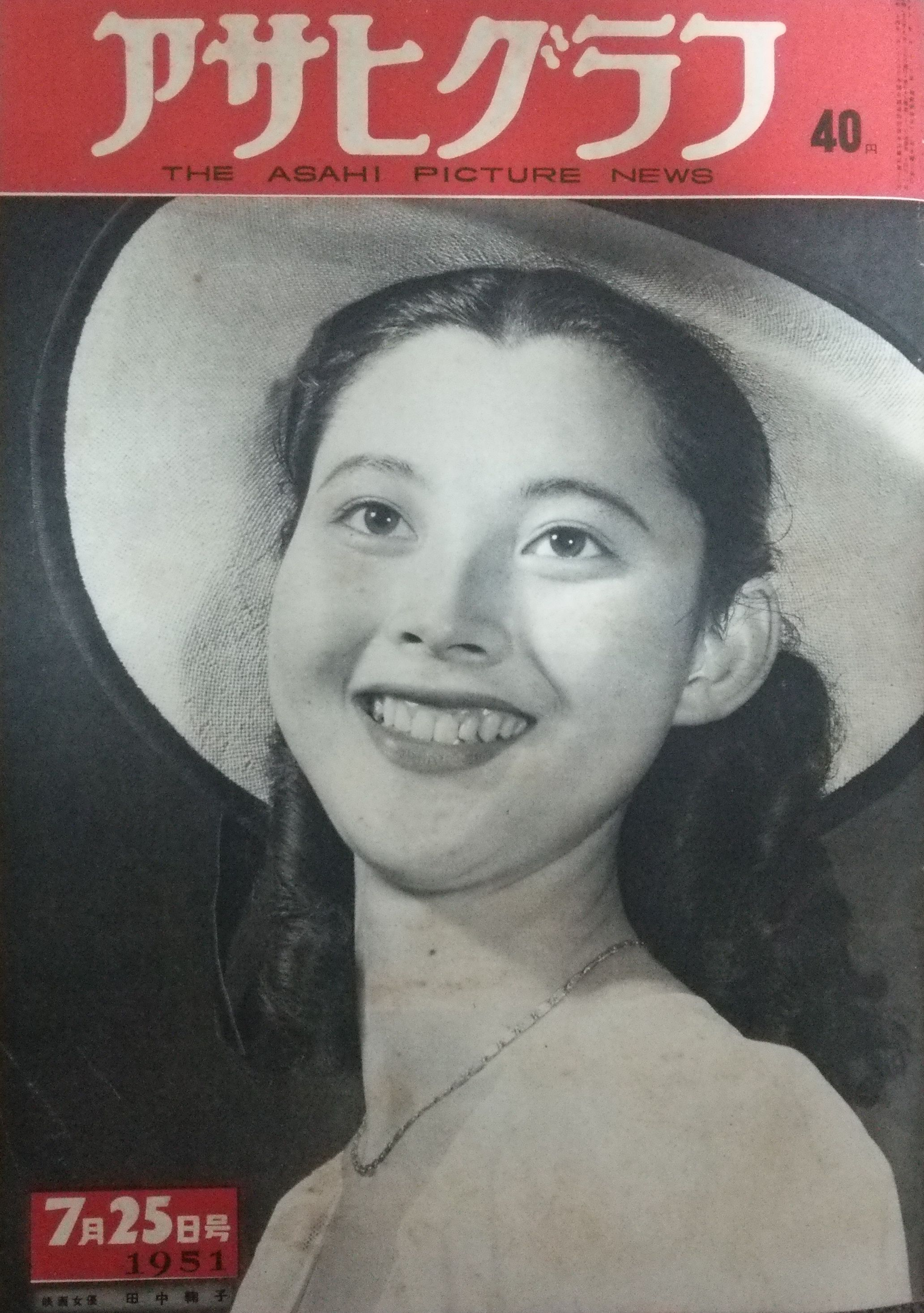
『アサヒグラフ』1951年7月25日号の表紙[注釈 5]
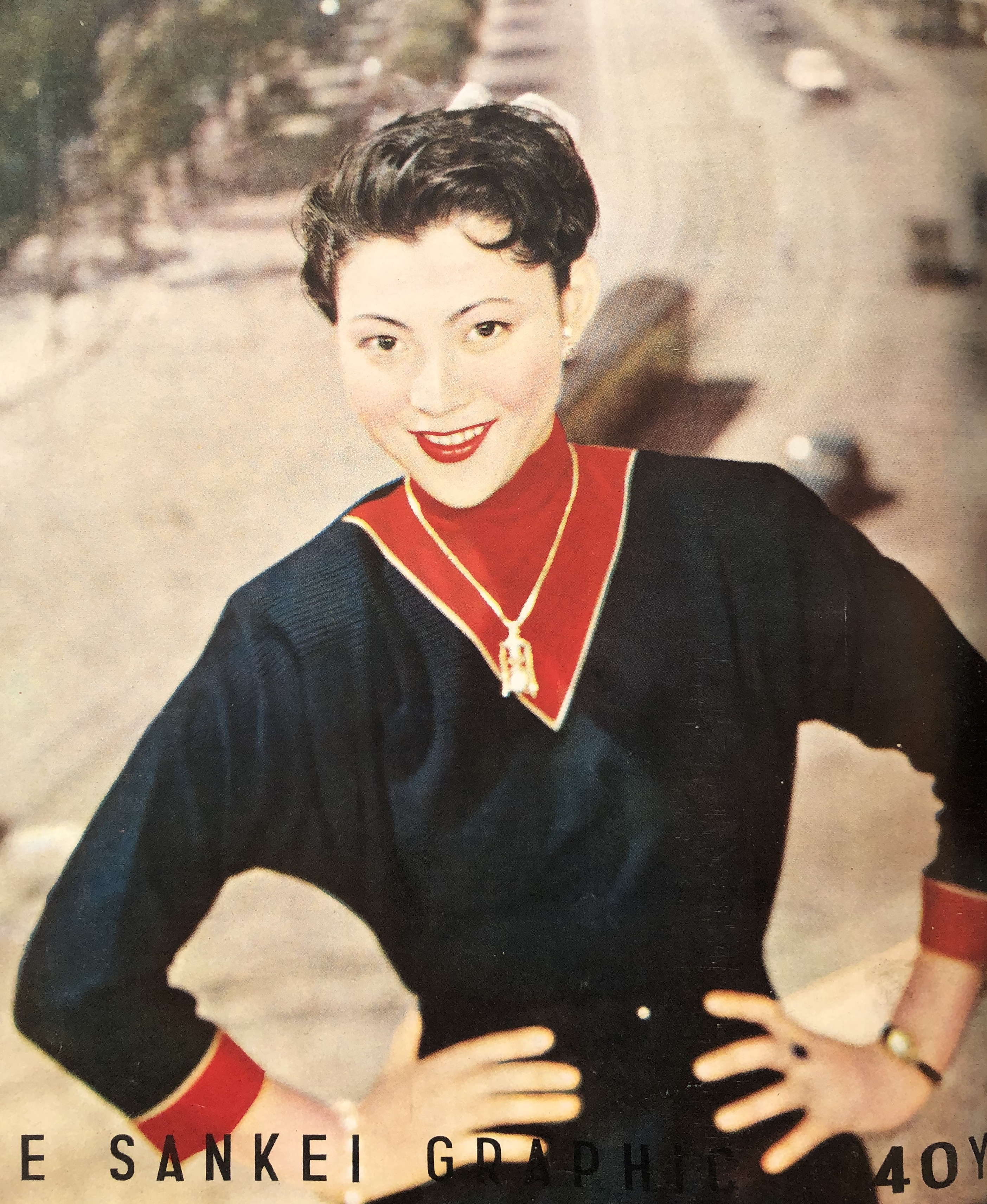
『サンケイグラフ』1954年10月17日号より
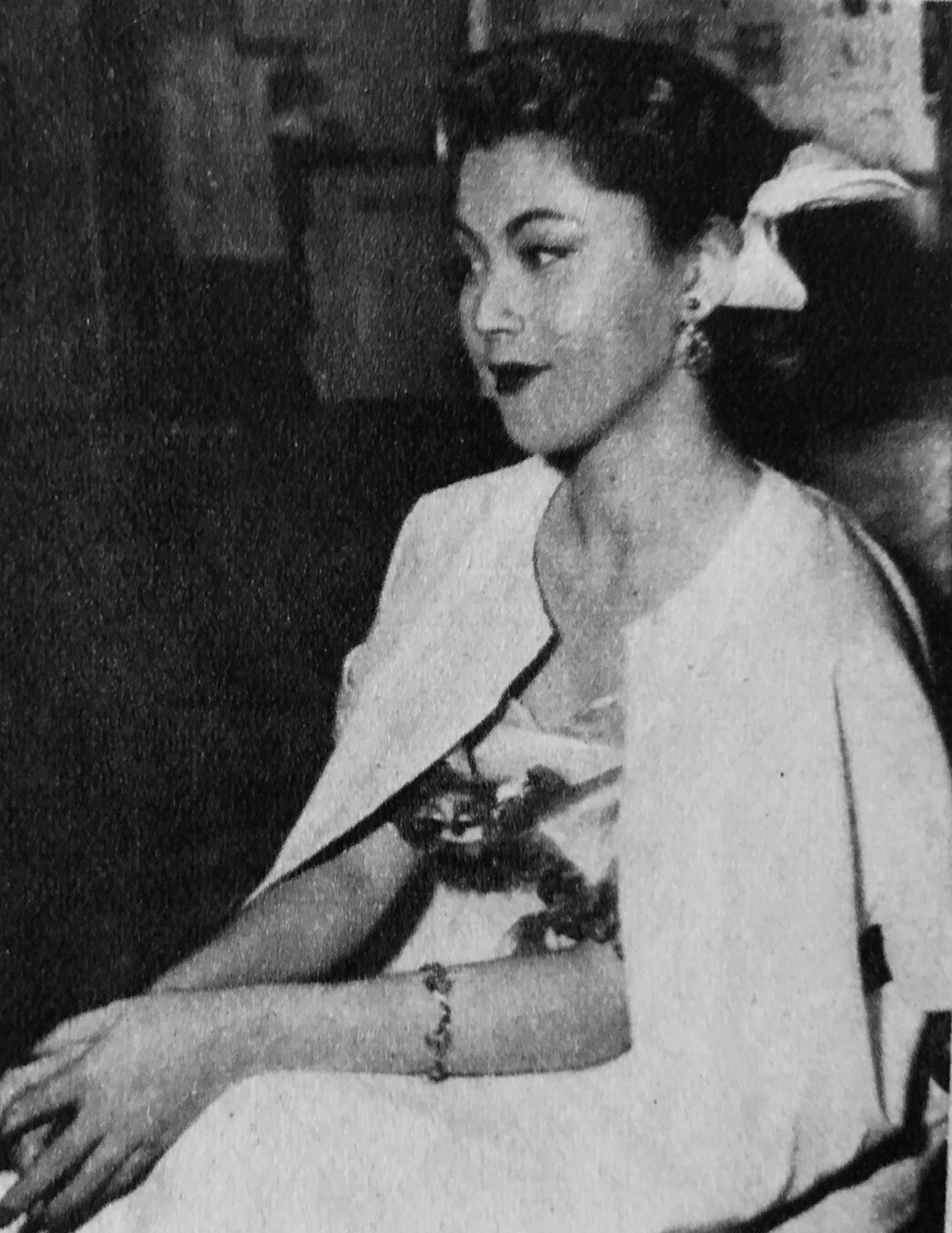
1954年
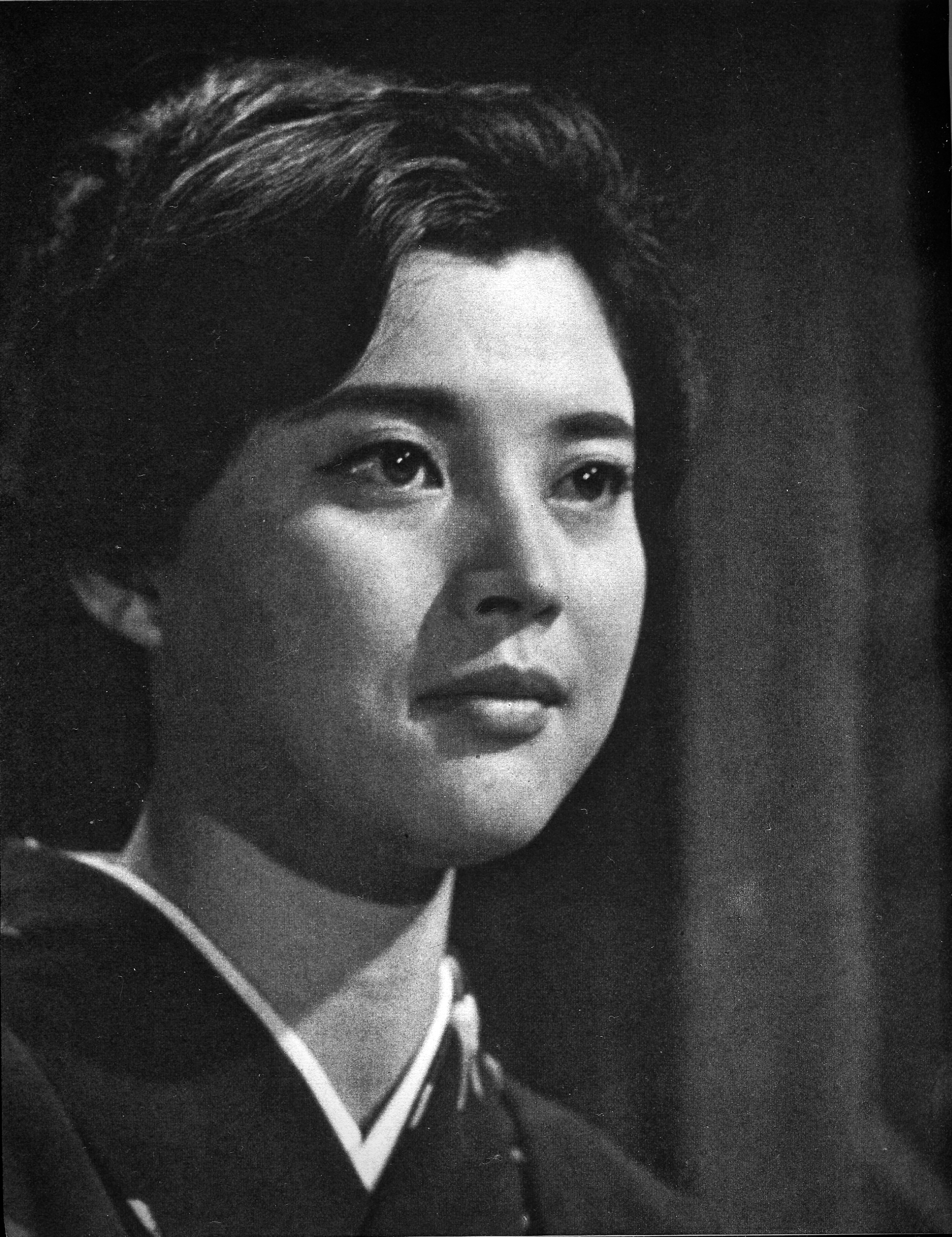
1962年
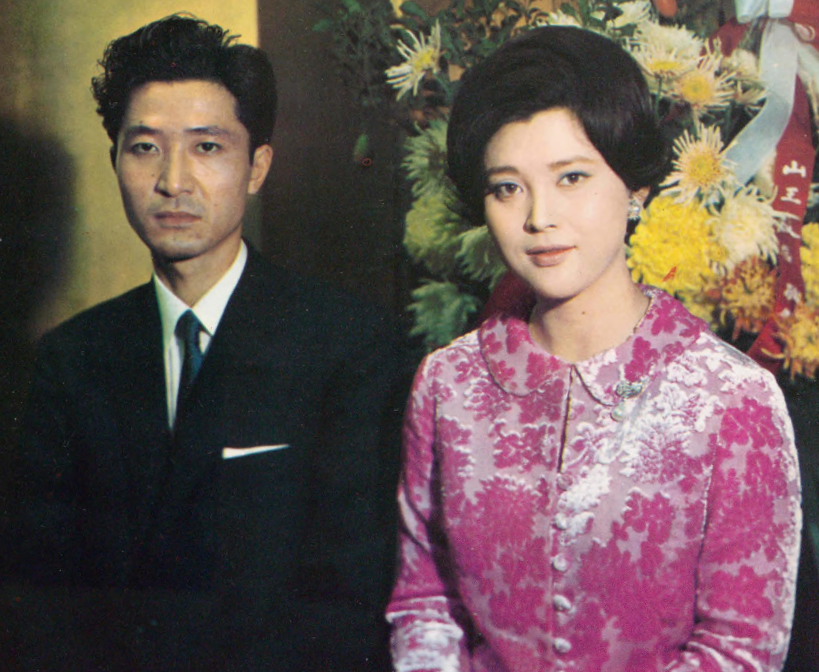
吉田喜重と岡田（1963年）

## エピソード

### 『秋津温泉』と引退撤回
24歳で松竹へ移籍後、藤原審爾の小説『秋津温泉』の新子役を演じてみたいと思い、松竹の上役に同作の映画化を提案。すると、「自分でプロデュースするならやってもいい」と告げられ、松竹の若手監督である吉田喜重に同作の脚本・監督を依頼した。遡ってデビューから間もない頃、女優業に自信が持てずに母に“辞めたい”と言ったことがあり、母から「何事も10年やってみなければ分からないわ」と助言された。この言葉を胸に、岡田は「とにかく10年は頑張ってみよう」との思いで女優業を続けてきたという。
『秋津温泉』が大成功を収めて数々の映画賞を受賞し、この時点で女優生活10年を迎え、本人も栄誉ある賞を受賞したことで女優引退を決意。本作の祝賀パーティー当日、出席した母に「この場を借りて女優を引退しようと思う」と告げて壇上に向かおうとした。ところがこの言葉をたまたま近くで聞いていた吉田からの説得を受け、一瞬にして翻意した。直後の壇上でのスピーチでは、「命あるかぎり女優を続けます」と発言した。

### 夫・吉田喜重との生活
撮影中に吉田に惹かれ始めていたことから、『秋津温泉』の公開後からプライベートで彼と会うようになり、交際に発展。吉田が1963年の映画『嵐を呼ぶ十八人』を撮り終えた頃、彼からのプロポーズを受けて結婚。新婚旅行では約40日間にわたり、ヨーロッパ各国を巡った。当時はまだ同年4月の海外渡航自由化の直後で、貴重な海外挙式とヨーロッパ旅行となった。帰国後、夫婦で松竹を退社して独立プロ「現代映画社」を立ち上げた。以降女優業を続けながら吉田の映画製作を金銭的にも支え続けた。
仕事場での“強い女性”のイメージとは違い、結婚生活では控えめな性格である。幼少期から家事を手伝っていたため家事が好きになり、結婚後は家事を仕事の息抜きにすることもあった。吉田とはお互いに「自宅の玄関を入ったら仕事の話は一切しない」と決めて夫婦生活を送っていた。また、2019年頃のコロナ禍になるまで、夫婦で年に一度ヨーロッパ各地に旅行していた。家庭内では岡田はほとんどの場合聞き役を務めていたこともあり、2022年に夫が亡くなるまで夫婦喧嘩をしたことはない。
夫婦に子供はなかったが、岡田は「二人で製作した11本の映画が私にとっては子供のようなものです」と語っている。吉田の死後、岡田は「私にとって吉田は（仕事上の）父であり、恋人であり、師匠であり、友人であり、そして私を大女優に育ててくれた最高のパートナーでした」と評している。

### 気が強いとされる性格
思ったことははっきりと口にする性格で知られる。若い頃は顔立ちが派手だったこともあり、1950年代前半の作品では奔放で気の強い女の役ばかりが与えられた。このことから22歳の頃、撮影所長室に一人で訪れて「自分のイメージをガラッと覆す作品に出演させて下さい！」と直談判し、それまでと異なる役柄にも挑戦するようになった。
過去に男尊女卑のしきたりが根強い映画界において、俳優と女優で態度を変えるスタッフに一喝したこともある。すると、その日を境にその撮影現場では、「姐御！お疲れ様でした！」と撮影所のスタッフ総出で見送られるようになったという。また、TBSのバラエティ番組『爆報! THE フライデー』（2013年9月27日放送）に出演時、「最近の若い女優さんについてどう思われますか?」という質問に、「あの方たちは女優じゃありません。ただのタレントさんです。」と発言している。

### その他
- 先述の通り幼少時より居候生活が長かったため、「母を表札のある家に住まわせたい」というのが念願であった[7]。21歳の時[4]（または23歳の時[3]）、目黒区宮前町（現在の八雲）に一軒家を購入して長年の念願をかなえた。門には“岡田”と、本名の姓である“田中”の二つの表札を並べて掲げた[3]。この家には岡田も結婚まで暮らしていたが[8]、『週刊文春』の「新・家の履歴書」で岡田が語るところによると、「私の家」といえばこの八雲の家であると位置づけている[4]。
- 東宝に入ってすぐのデビュー作「舞姫」で、宣伝部が経歴を書こうと父親の名前を尋ね、岡田時彦の娘とわかり大騒ぎとなった（それまで言っていなかった）。無声映画のフィルムしか残っていない父・岡田時彦の声を、近年、NHK放送技術研究所でレコードで聞いた。
- 父娘とも、芸名の名付け親は作家の谷崎潤一郎である[5]。「お父さんの芸名を付けたのだから君の名前も私が付けましょう」と言って付けてくれたという。しかし新聞や雑誌で「茉莉子」の「茉」の文字が、下の横棒が長い「苿」[9]と誤植されることが多かったという。その度に几帳面な谷崎から、岡田のもとに「君の名前の文字は上の棒が長いのです」と叱った手紙を頂戴したそうである。後年岡田は「私のせいじゃないのにね」と愉快に語っている。
- 1961年公開の『もず』（渋谷実監督）について、当初は杉村春子との母娘役での出演とされていたが、実際は淡島千景・有馬稲子が出演となった。これは有馬が所属していた「文芸プロダクションにんじんくらぶ」が『もず』の権利を保有していたためだという。この件は「もず事件」としてマスコミで喧伝された[10]。
- 1971年4月に行われた東京都知事選挙では、社会党・共産党推薦の美濃部亮吉を応援。選挙公報に記された支持者一覧に名を連ねた[11]。
- 大の阪神タイガースファンだった。「私は、判官贔屓なので阪神ファン」と動機を述べている[3]。
- 東宝の俳優であった中島春雄は、岡田は酒が強かったと証言しており、一升瓶を空けた翌日も朝からケロッとして撮影していたと述懐している[12]。

## 主な受賞歴
- 1958年（昭和33年） - 映画『悪女の季節』
  - 第13回毎日映画コンクール 女優助演賞
- 1962年（昭和37年） - 映画『今年の恋』『霧子の運命』
  - 第36回キネマ旬報ベスト・テン 主演女優賞
- 1962年（昭和37年） - 映画『今年の恋』『秋津温泉』
  - 第17回毎日映画コンクール 女優主演賞
- 1998年（平成10年） 
  - 第8回日本映画批評家大賞 ゴールデン・グローリー賞

## 出演

### 映画

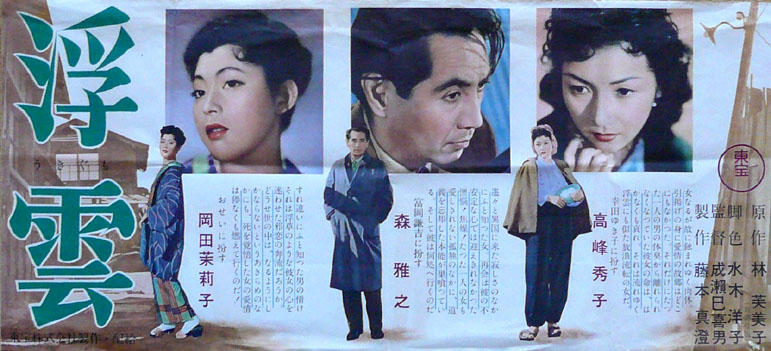
『浮雲』（1954年）

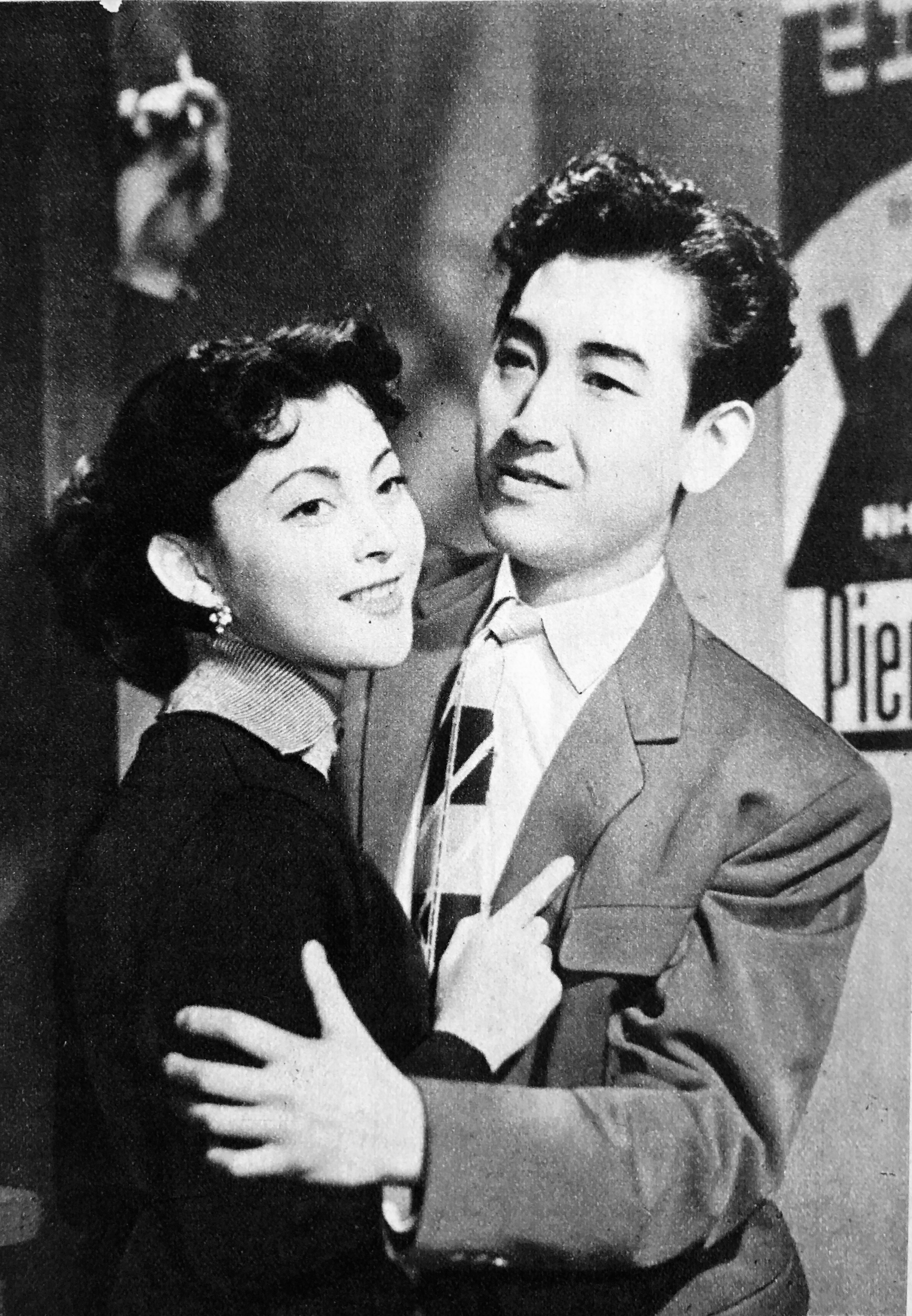
『男性NO.1』（1954年）

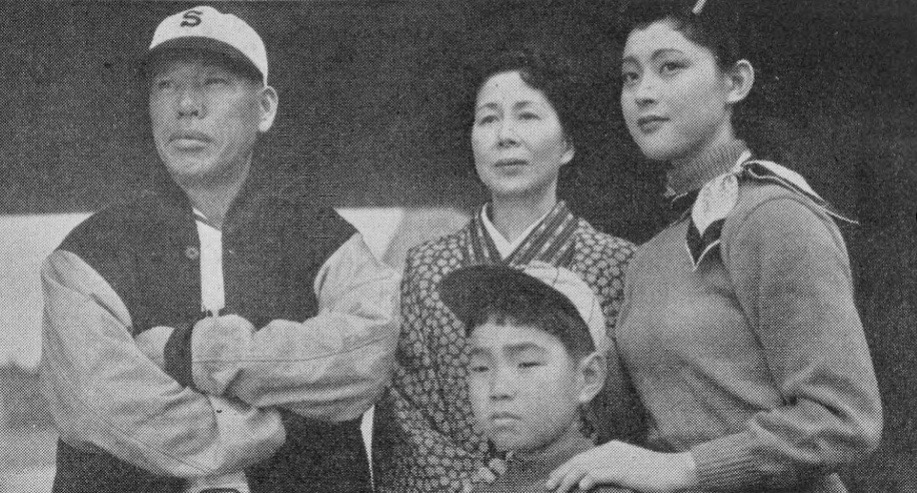
『男ありて』（1955年）

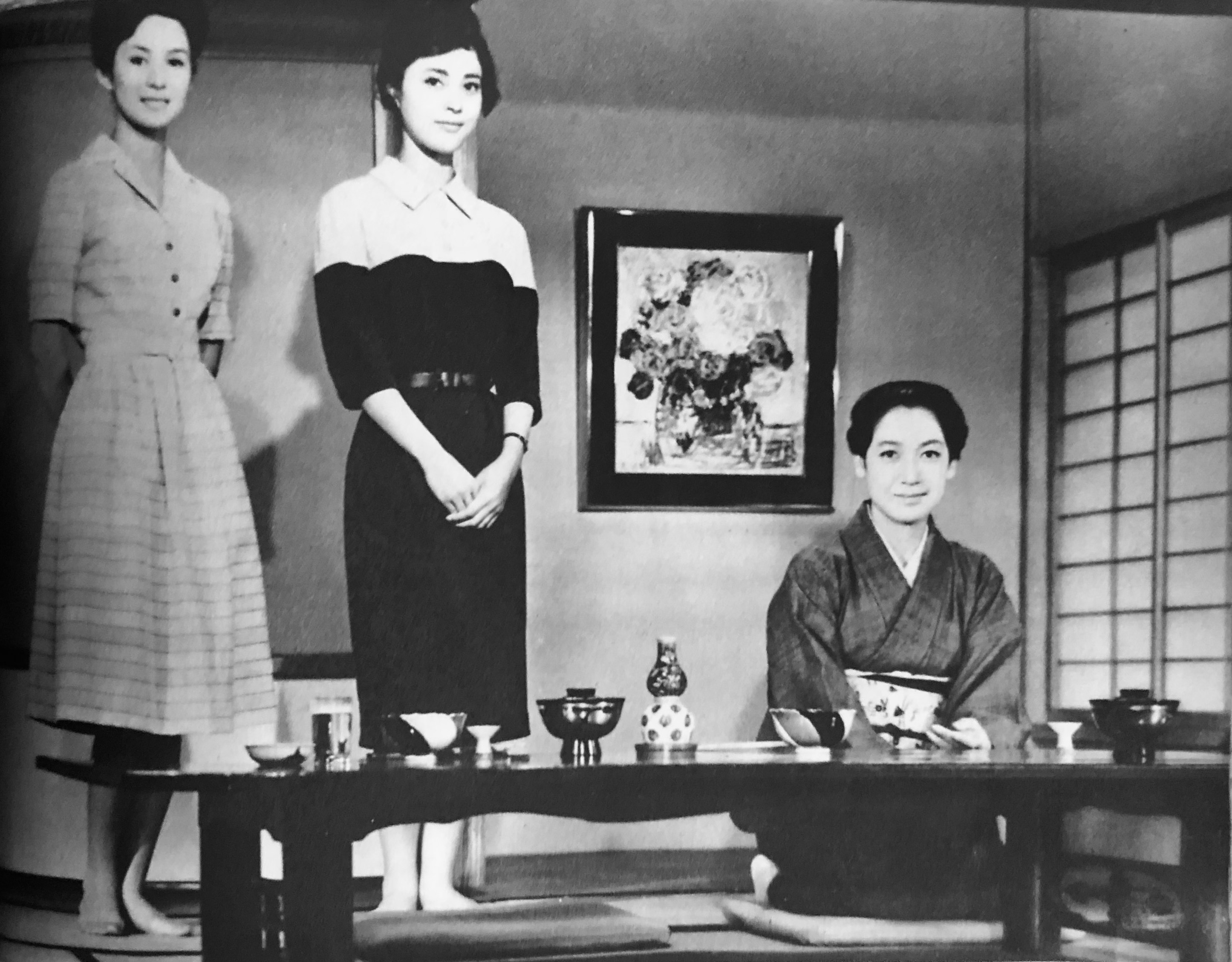
『秋日和』（1960年）

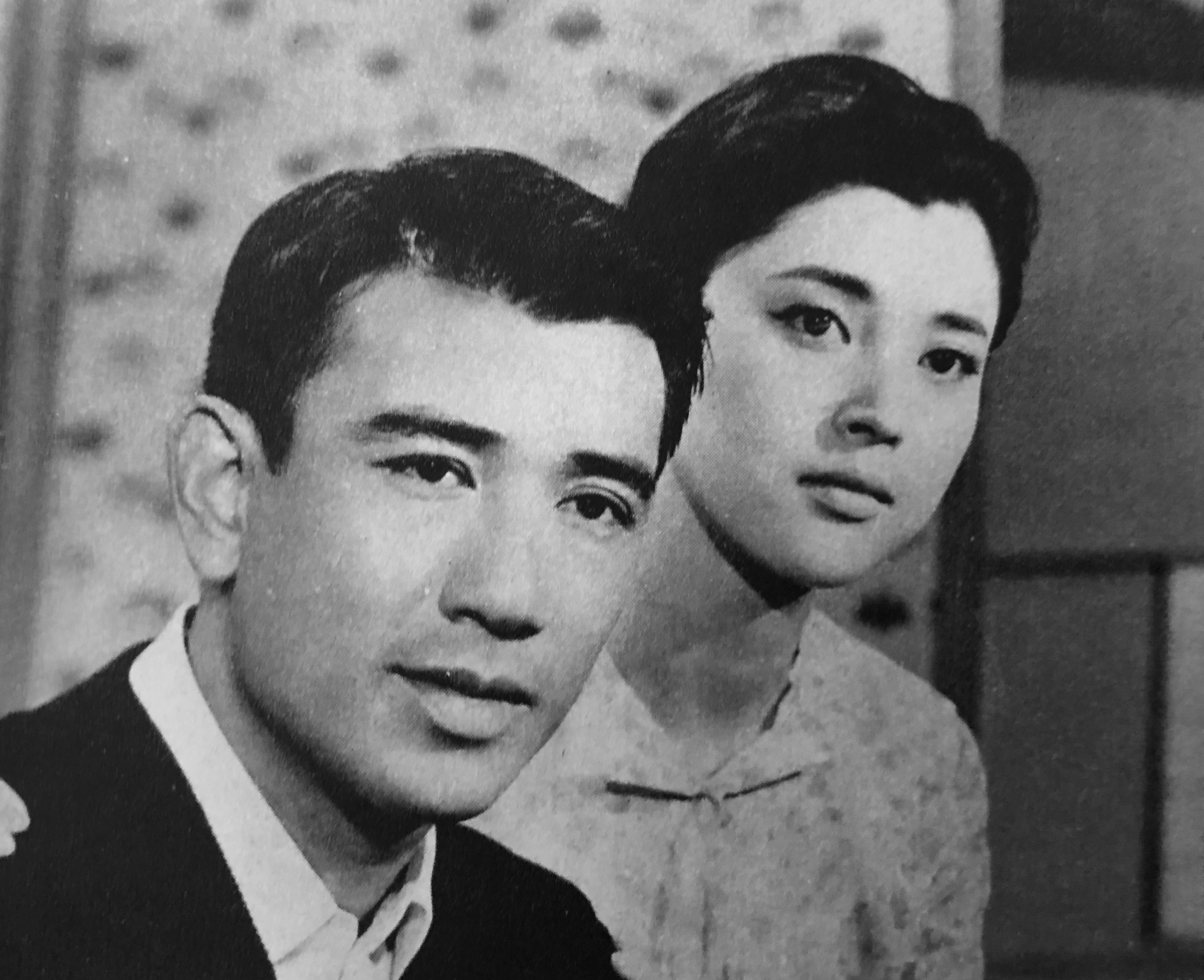
『秋刀魚の味』（1962年）

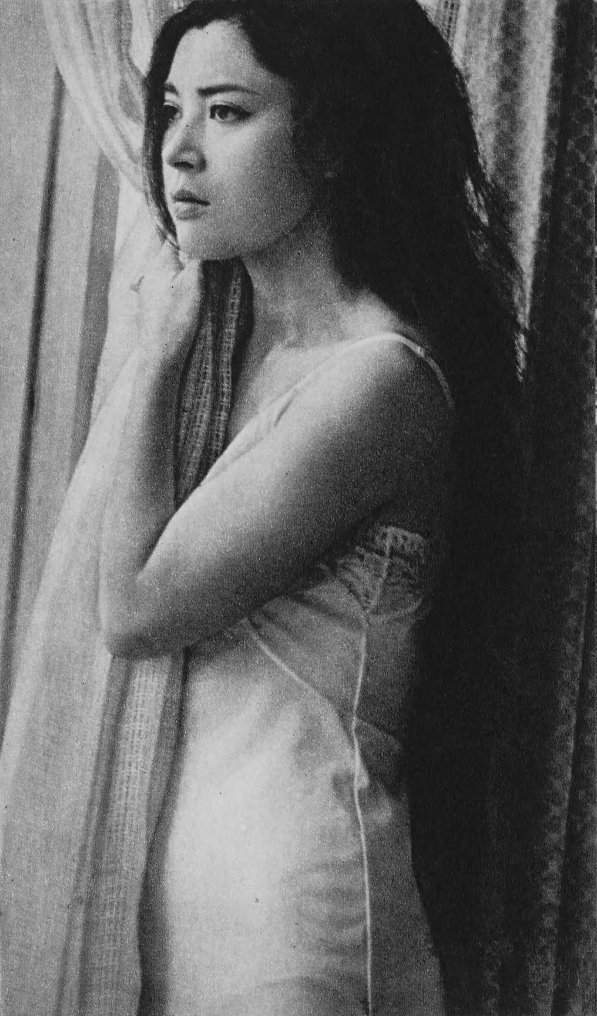
『女のみづうみ』（1966年）

役名は、「MOVIE WALKER」などから。
- 舞姫（1951年） - 長女・品子
- 青春会議（1952年） - 高木貞子
- おかる勘平（1952年） - 高砂松子
- 金の卵（1952年） - 大森たま子
- 思春期（1952年） - 西田眞弓
- 結婚案内（1952年） - 姪・百合子
- 足にさわった女（1952年） - 小説家の姪
- 春の囁き（1952年） - 林伸子
- 七色の街（1952年） - みどり
- ああ青春に涙あり（1952年） - 坂田加代
- 吹けよ春風（1953年） - 若い女
- 夫婦（1953年） - 早川久美子
- 江戸っ子判官（1953年） - お琴
- 夜の終り（1953年） - 美代
- 白魚（1953年） - 絹子
- 坊っちゃん（1953年） - マドンナ
- サラリーマンの歌（1953年） - みや子
- 花の中の娘たち（1953年） - 石井もも子 ※初のカラー映画出演
- 愛人（1953年） - 美[イ予] [14]
- 女心はひと筋に（1953年） - リル
- ママの日記（1954年） - マリ子
- さらばラバウル（1954年） - 小松すみ子
- 芸者小夏（1954年） - 小夏
- やくざ囃子（1954年）
- 次郎長三国志 第九部 荒神山（1954年） - お菊
- 恋愛特急（1954年） - エリ子
- 宮本武蔵（1954年） - 朱実
- 新・鞍馬天狗 第一話 天狗出現（1954年） - おみわ
- 新・鞍馬天狗 第二話 東寺の決闘（1954年） - おみわ
- 結婚記（1954年） - 八重奴
- 男性NO.1（1955年） - みち子
- 恋化粧（1955年） - 園子
- 浮雲（1955年） - おせい
- 男ありて（1955年） - 娘・みち子
- 「春情鳩の街」より 渡り鳥いつ帰る（1955年） - 鈴代
- 芸者小夏 ひとり寝る夜の小夏（1955年） - 神岡夏子
- 旅路（1955年） - おたか
- あすなろ物語（1955年） - 冴子
- 朝霧（1955年） - 娘・八千代
- 青い果実（1955年） - 宝井美也子
- 続宮本武蔵 一乗寺の決闘（1955年） - 朱実
- 宮本武蔵 完結篇 決闘巌流島（1956年） - 朱実
- 花嫁会議（1956年） - 定さんの新妻
- 黒帯三国志（1956年） - 加茂紀久子
- 幸福はあの星の下に（1956年） - 小鈴
- 白井権八（1956年） - 小紫
- 逃げてきた花嫁（1956年） - 染子
- 女房族は訴える（1956年） - 長女・笛子
- ならず者（1956年） - 春子
- 森繁よ何処へ行く（1956年） - 美智代
- 新婚第一課（1956年） - 妻・瑞枝
- 囚人船（1956年） - 妻・みき
- 女囚と共に（1956年） - 平井かず子（女囚）
- 流れる（1956年、東宝） - なゝ子（芸妓）
- おしゃべり社長（1957年） - 庄司真弓
- 大安吉日（1957年） - 梶原牧子
- 顔（1957年） - 水原秋子
- 柳生武芸帳（1957年） - りか
- 山鳩（1957年） - 鶴江
- 刃傷未遂（1957年） - 湯女糸重
- 土砂降り（1957年） - 長女・松子
- 嵐の中の抱擁 おもかげは遙かなり（1957年） - 磯村美津子
- 青い花の流れ（1957年） - 宮原類子
- ただいま零匹（1957年） - 桂千絵
- 集金旅行（1957年） - 小松千代
- 娘三羽烏（1957年） - 佐伯道子
- 柳生武芸帳 双龍秘剣（1958年） - まや（流浪の女）
- 花嫁のおのろけ（1958年） - 阿部英子
- 日日の背信（1958年） - 屋代幾子
- どろんこ天国（1958年） - 水野先生
- 花のうず潮（1958年） - 野々宮伶子
- 現代無宿（1958年） - 北見里枝
- モダン道中 その恋待ったなし（1958年） - 海老原ゆり
- 悪女の季節（1958年） - 菅原眸
- 春を待つ人々（1958年） - 村井純子
- 愛の濃淡（1958年） - 紺野えり美
- 橋（1959年） - 大内田良子
- ある落日（1959年） - 三名部清子
- 海の地図（1959年） - 水品晶子
- 素晴らしき十九才（1959年） - 来島りん子
- 海流（1959年） - 富川節子
- 三羽烏三代記（1959年） - 小池さわ子
- 霧ある情事（1959年） - 池内園子
- 春の夢（1960年） - 奥平千鶴子
- 恋人（1960年） - 石田朝子
- 四万人の目撃者（1960年） - 長岡阿い子
- バナナ（1960年） - 島村サキ子
- 女の坂（1960年） - 津川明恵
- 暴れん坊三羽烏（1960年） - 野村真弓
- 「青衣の人」より 離愁（1960年） - 三浦暁子
- 秋日和（1960年） - 佐々木百合子
- 猟銃（1961年） - 三杉みどり
- 渦（1961年） - 中津伊沙子
- 斑女（1961年） - 栗田英子
- 水溜り（1961年） - 荒井茂子
- 女舞（1961年） - 浜村千弥
- 河口（1961年） - 白川李枝
- 熱愛者（1961年） - 津島頼子 ※兼企画
- 禁猟区（1961年） - 高見圭子
- 愛情の系譜（1961年） - 吉見藍子
- 千客万来（1962年） - 香取アヤ
- 今年の恋（1962年） - 相川美加子
- 愛染かつら（1962年） - 高石かつ枝
- 霧子の運命（1962年） - 松本霧子
- 秋津温泉（1962年） - 新子 ※兼企画
- 愛と悲しみと（1962年） - 姉・弥江子
- 義士始末記（1962年） - おかつ
- 続・愛染かつら（1962年） - 高石かつ枝
- 秋刀魚の味（1962年） - 平山秋子
- 歌え若人達（1963年）
- 無宿人別帳（1963年） - くみ
- 二人だけの砦（1963年） - 関光子
- 花の咲く家（1963年） - 朝倉和子
- 結婚式・結婚式（1963年） - 妻・夏子
- 真赤な恋の物語（1963年） - 藤丘摩紀
- 残菊物語（1963年） - お徳
- 香華（1964年） - 朋子
- 大根と人参（1965年） - 京子（小滝の妻）
- 四谷怪談（1965年・東京映画） - お岩
- 花のお江戸の法界坊（1965年） - お菊
- 喜劇 各駅停車（1965年） - きみ
- 水で書かれた物語（1965年） - 松谷静香
- 女のみづうみ（1966年） - 水木宮子
- 雌が雄を喰い殺す かまきり（1967年） - 大田黒京子
- 妻二人（1967年） - 雨宮順子
- 情炎（1967年） - 織子
- 女たちの庭（1967年） - 真山紀子
- 毒薬の匂う女（1967年） - 一条美也子
- 雌が雄を喰い殺す 三匹のかまきり（1967年） - 村木あかね
- 炎と女（1967年、※DVD発売） - 伊吹立子
- 樹氷のよろめき（1968年） - 安西百合子
- 不信のとき（1968年） - 浅井道子
- さらば夏の光（1968年） - 鳥羽直子[15]
- 戦いすんで日が暮れて（1970年） - 佐倉秋子
- エロス+虐殺（1970年） - 伊藤野枝
- 喜劇 度胸一番（1970年） - 緋桜のお芳
- 煉獄エロイカ（1970年） - 庄田夏那子
- 波止場女のブルース（1970年） - 上条槇
- 喜劇 命のお値段（1971年） - 日野信子
- 告白的女優論（1971年） - 一森笙子
- 黒の奔流（1972年）貝塚藤江
- 吾輩は猫である（1975年） - 鼻子
- 凍河（1976年） - 唐木道子
- 日本の仁義（1977年） - 須藤友子
- 人間の証明（1977年） - 八杉恭子
- 赤穂城断絶（1978年） - 大石りく
- 金田一耕助の冒険（1979年） - カレーを食べる八杉恭子
- 制覇（1982年） - 田所ひろ子
- 生きてはみたけれど 小津安二郎伝（1983年）※ドキュメンタリー映画
- 序の舞（1984年） - 島村勢以
- タンポポ（1985年） - マナーの先生
- マルサの女（1987年） - 杉野光子
- 激動の1750日（1990年） - 神田ひろ子（三代目神岡組未亡人）
- おもちゃ（1999年） - 花万の女将
- 鏡の女たち（2003年） - 川瀬愛
- エリ・エリ・レマ・サバクタニ（2006年） - ナビ

### テレビ作品
- 浮舟（源氏物語）（1957年、TBS）
- 金曜劇場「岡田茉莉子シリーズ」（1965年2月～4月、全13回、TBS）
- 細雪（1966年、フジテレビ）
- 松本清張シリーズ『地方紙を買う女』（1966年、関西テレビ） - 潮田芳子
- 大河ドラマ（NHK総合)
  - 三姉妹（1967年）※大河ドラマ史上初の女性主役 - むら
  - 元禄太平記（1975年）- 大石りく
- 男は度胸（1970年、NHK総合）- 江島
- わたしは許さない（1970年、関西テレビ）
- 徳川おんな絵巻（1970年 - 1971年、フジテレビ）- お貞の方
- 女徳（1971年、毎日放送）
- 霧の旗（1972年、NHK総合 銀河ドラマ） - 河野径子
- 楡家の人びと（1972年、NHK総合 銀河テレビ小説）
- 怪談 第4話「雨の古沼」（1972年、毎日放送）- おつか
- 朱鷺の墓（1973年、フジテレビ）
- 京まんだら（1975年、毎日放送）
- 女系家族（1975年、毎日放送） - 浜田文乃
- 横溝正史シリーズII『女王蜂』（1978年、毎日放送・三船プロ） - 神尾秀子
- 柳生一族の陰謀（1978年、関西テレビ） - 春日局
- 吉宗評判記 暴れん坊将軍 第34話「嵐の中に舞う女」（1978年、テレビ朝日） - 小扇
- 土曜ワイド劇場（テレビ朝日）
  - 鮮やかな完全犯罪 女相続人（1979年）
  - 西村京太郎トラベルミステリー 寝台特急あかつき殺人事件（1983年）- 坂口文子
  - 松本清張の高台の家（1985年4月） - 深良宗子
  - 家政婦は見た! 美しい名門女病院長 華やかな私生活の秘密（1987年） - 花房万智
  - 家政婦は見た! 舞いの名門 華麗な一族の秘密 したたかな女たちの跡目争い…（1992年） ※同シリーズ、2度目の出演 - 藤嶋鶴弥
  - 温泉若おかみの殺人推理シリーズ（1996年 - 2019年） - 中川政子 ほか
  - タクシードライバーの推理日誌19（2004年） - 枝本君江
  - ミステリー作家六波羅一輝の推理3 ニライカナイの語り部 南海の離島連続殺人!!（2013年、朝日放送） - 島袋ワカ
- ダウンタウン物語（1981年、日本テレビ） - 風見蘭子
- 春の傑作推理劇場『松本清張の薄化粧の男』（1982年3月、テレビ朝日） - 主演
- 銭形平次 第836話「呪いの三味線」（1983年、フジテレビ・東映）
- 文吾捕物帳 第10話「復讐さざんかの舞」（1982年、テレビ朝日・三船プロ）
- 松本清張ドラマスペシャル・夜光の階段（1983年、毎日放送） - 波多野雅子
- 真田太平記（1985年 - 1986年、NHK総合 新大型時代劇）- 淀殿
- 金田一耕助の傑作推理 霧の山荘（1985年、TBS）
- 火曜サスペンス劇場（日本テレビ）
  - 聖夜に愛が死んだ（1984年12月）- 芳村華子 役
  - 盗聴する女（1986年12月）- 前川好子 役
  - 女からの眺め（1987年1月） - 主演:鶴見朝子 役
  - 花園の迷宮（1988年3月、東映） - 秋元多恵 役
  - 取調室9（1998年、宝映企画）
- 新春サスペンス『雪は死の粧い』（1989年1月3日放送、テレビ東京・アマチ企画）
- 函館のおんな（1990年1月9日、テレビ朝日）
- 犬神家の一族（1990年、テレビ朝日） - 犬神松子 役
- 検事・若浦葉子 第1話「心を開ける鍵・時効不成立! 母子の拒んだ絆が生む幼児殺害事件」（1991年、日本テレビ）
- 山村美紗サスペンス「女相続人連続殺人事件」(1992年、TBS) ‐水尾マユ
- 珠玉の女（1992年10月 - 1993年3月、読売テレビ・VSO）
- はぐれ刑事純情派スペシャル 殺意の富士山麓（1995年、テレビ朝日）
- 憲法はまだか（1996年、NHK総合）
- なごや千客万来（2000年、NHK総合）
- 月曜ミステリー劇場『金田一耕助シリーズ・白蝋の死美人』（2004年4月、TBS・東阪企画） - 伊澤加寿子 役
- 女と愛とミステリー『信濃のコロンボ事件ファイル6』（2004年、テレビ東京）
- 芋たこなんきん（2007年、NHK総合 連続テレビ小説） - 加藤舞子 役
- 浅草ふくまる旅館 第1シリーズ（2007年、TBS） - 遠藤文江 役
劇中に、昔の岡田のブロマイド（本物）が使用された。
- 病院のチカラ〜星空ホスピタル〜（2007年、NHK総合） - 第3回・第4回ゲスト
- 月曜ゴールデン『浅見光彦シリーズ26 津和野殺人事件』（2008年、TBS） - 朱鷺紀江 役

### 舞台
- 不信のとき（1969年1月、芸術座）
- 女徳（1972年、1977年）
- 五瓣の椿
- 北島三郎・岡田茉莉子特別公演『あばれ無法松』
- 細川たかし颯爽公演『雪の母恋三度笠』
- 旗本退屈男 雪華の舞（1986年）
- 渡哲也特別記念公演『信長』（1996年10月、大阪・新歌舞伎座）
- 午後の遺言状（1997年）
- 極楽ホームへいらっしゃい（2007年、三越劇場）
- 女優（2010年5月、新宿文化センター、京都府立文化芸術会館、愛知県芸術劇場）

### ラジオ
- ラジオ深夜便「女優が語る私の戦後」（NHKラジオ第1・FM） - 2010年2月

### テレビ番組
- 第13回NHK紅白歌合戦（1962年12月31日、NHK総合・ラジオ第1） - 審査員
- ギリシャ旅情（テレビ東京） - ナレーター
- 徹子の部屋（テレビ朝日）-複数回出演。
- 三枝の爆笑美女対談 岡田茉莉子（1980年3月20日、関西テレビ）[16]
- SEIKOグルメワールド 世界食べちゃうぞ!!（日本テレビ） - オーストリア・ザルツブルク
- いちばんきれいなとき（NHK BS2） - 岡田を含む5人の女優たちのインタビュー番組。語り：佐藤藍子
- サンテレビボックス席（サンテレビ） - ゲスト。複数回出演している。
- 女優は語る 岡田茉莉子（衛星劇場）
- ダイレクト・ショッピング（株式会社テレビショッピング研究所、民放各局、司会）
- 爆報! THE フライデー（TBS、2013年9月27日）
- 熱中世代 大人のランキング（BS朝日、2017年3月12日、19日）

### CM
- 日産自動車「グロリア（230型・前期）」（1971年）
- ハウス 「デリッシュカレー」（1975年）

## ディスコグラフィ

### シングル
- 角兵衛太鼓（作詞・作曲：三木鶏郎。 ビクター。1954年12月発売）
- 都のたより（作詞：清水みのる／作曲：久我山明。 テイチク。1956年6月発売）
- 青ブクの唄（作詞：獅子文六／作曲：黛敏郎。 東芝。1960年5月発売）

## 著書
- 女優 岡田茉莉子（2009年10月、文藝春秋）ISBN 978-4167801854 - 半世紀以上にわたる女優人生を振り返った自伝。

## 関連書籍
- 『水野晴郎と銀幕の花々』（近代文芸社） - 水野による岡田を含む女優達のインタビュー集
- 川本三郎『君美わしく 戦後日本映画女優讃』（文藝春秋、文春文庫 2000年） - 川本による岡田ら女優達のインタビュー集
- 秋山庄太郎『麗しの銀幕スタア』（小学館） - 主に写真集
- 『小津安二郎新発見 松竹編』（講談社） ISBN 4-06-206681-5
- 『いま、小津安二郎』（小学館ムック） - 岡田のインタビュー掲載
- 『成瀬巳喜男 演出術』（村川英編、ワイズ出版）
- 『成瀬巳喜男と映画の中の女優たち』（ぴあ）
- 『「20世紀を輝いた美女たち」スター青春グラフィティ 池谷朗[昔]写真館』 ISBN 4-87709-374-5
- 『「銀幕の名花」 20世紀のビッグスタア3 平凡特別編集』（マガジンハウス） ISBN 4-8387-1210-3